# گرگ سسترو
گرگ سسترو (به انگلیسی: Greg Sestero) (زاده ۱۵ ژوئیه ۱۹۷۸)، بازیگر آمریکایی است.
از فیلم‌های معروف او می‌توان به بازی در فیلم پچ آدامز و اتاق اشاره کرد.